# Nilea lobeliae
Nilea lobeliae là một loài ruồi trong họ Tachinidae.